# Carlos Vaca (arquero)
Carlos Vaca (Querétaro, 4 de noviembre del 2002- 28 de marzo del 2023), fue un deportista mexicano en especialidad de tiro con arco.

## Biografía
Nació en la ciudad de Santiago de Querétaro del estado homónimo, desde pequeño se apasionó por la práctica del tiro al arco, donde se metió en un centro de entrenamiento olímpico en la capital mexicana. Cabe destacar que era señalado como una de las grandes promesas de deporte olímpico en su disciplina, incluso fue llamado a ser una de las más grandes luminarias de deporte mexicano y del mundo entero.

## Fallecimiento
Falleció el 28 de marzo del 2023, tras confirmarse por las autoridades que se trató de un suicidio
. Su muerte fue sentida por toda la familia deportiva de México y de otros lugares del mundo.

## Campeonatos y logros
| Año  | Evento                                                    | Individual | Equipo Varonil    | Equipo Mixto     |
| ---- | --------------------------------------------------------- | ---------- | ----------------- | ---------------- |
| 2018 | Juegos Olímpicos de la Juventud de Buenos Aires 2018      | 5°         | -                 | -                |
| 2019 | Campeonato Mundial de Tiro con Arco al Aire Libre de 2019 | -          | Medalla de bronce | -                |
| 2021 | Juegos Panamericanos Junior de 2021                       | -          | Medalla de oro    | Medalla de plata |